# Down for Life
Down for Life è l'album di debutto del gruppo musicale hip hop D4L, pubblicato l'8 novembre 2005 dalla Ice Age Entertainment, etichetta discografica di Mike Jones.

## Tracce
1. Bankhead – 3:59
2. Laffy Taffy – 3:44
3. What Can U Do – 3:22
4. Stuntman – 3:33
5. Do It Like Me Baby – 3:29
6. Front Street – 3:30
7. Scotty – 4:08
8. Betcha Can't Do It Like Me – 3:41
9. I'm Da Man – 4:07
10. Diggin' Me – 4:53
11. Get Real Low – 3:53
12. Make It Rain (feat. Too Short, Kool Ace and Sweets) – 4:40
13. Shittin' Me – 5:14
14. Game Owe Me (feat. Kool Ace) – 4:02